# 헬로! 프로젝트 키즈
헬로! 프로젝트 키즈(ハロー!プロジェクト・キッズ)는 헬로! 프로젝트 키즈 오디션 합격자 전원의 총칭이다.

## 개요
헬로! 프로젝트 키즈 (이하 키즈) 가 탄생한 계기가 된 헬로! 프로젝트 키즈 오디션은 응모 대상을 초등학생으로 한정한 헬로! 프로젝트 (이하 하로프로) 오디션이다. 이 오디션의 결과는 2002년 6월 30일에 방송된 테레비도쿄 계열 방송 하로모니。(생방송)에서 발표되어 최종 심사에 남은 15명 전원이 합격하였다. 이들이 키즈이다(비슷한 오디션으로 2004년에 하로프로 에그 오디션 2004가 개최되었는데 이 오디션의 합격자는 하로프로에그로 불린다). 초등학생 한정 오디션 (실제 합격자는 1~5학년생) 이기 때문에 레슨을 받을 수 있도록 도쿄 도내에서 다닐 것(도쿄 근교에 거주할 것)이 조건이었으며 (하로프로에그도 마찬가지) 또한 키즈가 된 후에도 콘서트와 이벤트 출연을 주말 및 봄, 여름, 겨울 방학에 집중시켜서 학교 행사를 최우선시키는 등 학업을 우선으로 하여 활동하고 있다.
2003년에 모닝구무스메。의 야구치 마리를 중심으로 한《ZYX》, 마찬가지로 모닝구무스메。의 다나카 레이나를 중심으로 한《아아!》를 결성하여, ZYX에 5명, 아아!에 2명의 키즈가 참가하였다. 두 유닛은 그 해에 한정하여 활동하였는데, 두 유닛의 시행을 거쳐 첫 키즈 내 유닛인 Berryz코보를 스타팅 멤버 8명으로 결성하였다. (2004년 1월 14일의 팬클럽 이벤트에서 피로회를 열어, 3월 3일에 데뷔). 단 다음해인 2005년 10월 2일에 열린 Berryz코보 콘서트 투어 최종일에 멤버 중의 한 명인 이시무라 마이하가 Berryz코보 및 하로프로를 졸업함과 동시에 연예계를 은퇴하였기 때문에 현재는 7인 그룹이 되었다.
한편, Berryz코보의 스타팅 멤버가 아닌 7명은 2005년 6월 11일부터 아베 나츠미의 콘서트 투어에 야스다 케이와 함께 출연하는 것에 맞추어 ℃-ute로 명명됨에 따라 키즈 내 유닛은 둘이 되었다.
그 후, 이시무라 마이하의 Berryz코보 졸업을 거쳐 2006년 1월 2일의 하로프로 콘서트에서 하로프로에그인 아리하라 칸나가 ℃-ute에 가입하는 것이 발표되어 그 달 28일의 콘서트부터 정식으로 합류하였다. 그 결과 ℃-ute의 멤버는 8명이 되어 본래의 의미로서의 키즈 내 유닛이 아니게 되었다. 단 10월 31일에 멤버 중의 한 명인 무라카미 메구미가 ℃-ute 및 하로프로를 탈퇴함과 동시에 연예계를 은퇴하였으나, 2009년 7월 9일에 아리하라 칸나가 탈퇴했으며, 10월 25일에 우메다 에리카가 ℃-ute 및 하로프로 졸업하였기 때문에, 현재는 5인 그룹이 되었다. 그리고 2015년 3월 3일에 Berryz코보가 무기한 활동 정지를 하였으며, 멤버 6명을 제외한 츠구나가 모모코가 컨트리걸즈의 플레잉 매니저로서 활동하고 있으며, 2017년 6월 12일에 ℃-ute가 그룹을 해산, 동년 6월 30일에 츠구나가 모모코가 졸업으로 헬로! 프로젝트 키즈 멤버 모두 졸업하였다.

## 멤버

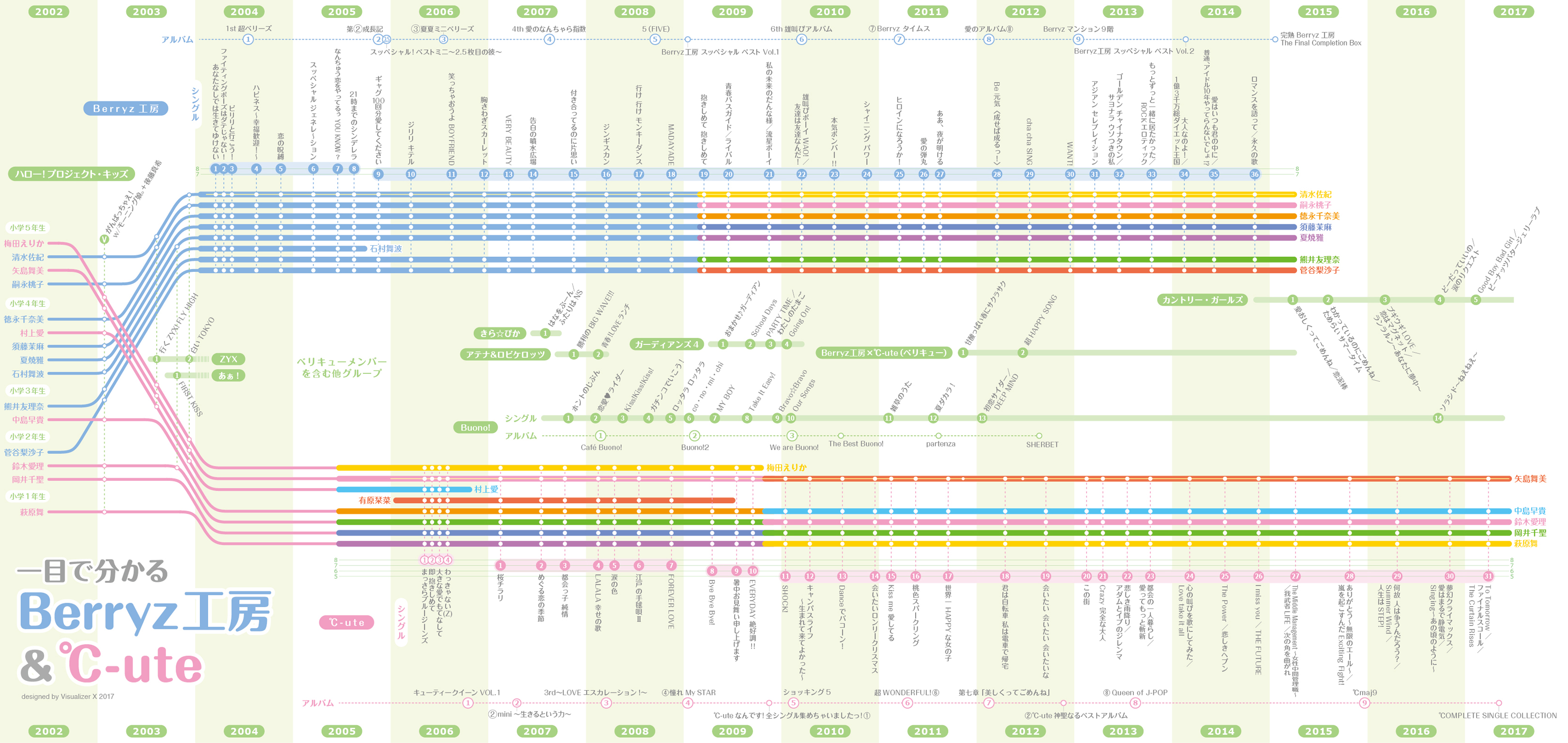
한눈에 보는 베리큐

| 이름            | 본명       | 생년월일         | 소속 (△는 졸업・탈퇴) | 소속 (△는 졸업・탈퇴) | 소속 (△는 졸업・탈퇴) | 소속 (△는 졸업・탈퇴) | 소속 (△는 졸업・탈퇴) | 소속 (△는 졸업・탈퇴) | 소속 (△는 졸업・탈퇴) | 소속 (△는 졸업・탈퇴) | 소속 (△는 졸업・탈퇴) | 소속 (△는 졸업・탈퇴) | 소속 (△는 졸업・탈퇴) | 소속 (△는 졸업・탈퇴)               | 소속 (△는 졸업・탈퇴) | 소속 (△는 졸업・탈퇴) | 소속 (△는 졸업・탈퇴) | 소속 (△는 졸업・탈퇴) | 소속 (△는 졸업・탈퇴) | 소속 (△는 졸업・탈퇴) | 소속 (△는 졸업・탈퇴) | 소속 (△는 졸업・탈퇴) | 소속 (△는 졸업・탈퇴)                      | 소속 (△는 졸업・탈퇴)     | 소속 (△는 졸업・탈퇴) | 소속 (△는 졸업・탈퇴) | 소속 (△는 졸업・탈퇴) | 소속 (△는 졸업・탈퇴) | 소속 (△는 졸업・탈퇴) | 소속 (△는 졸업・탈퇴) | 소속 (△는 졸업・탈퇴) | 소속 (△는 졸업・탈퇴) | 소속 (△는 졸업・탈퇴) | 비고   |
| 이름            | 본명       | 생년월일         | Berryz코보            | ℃-ute                 | 리틀 갓타스           | ZYX                   | 아아!                 | Buono!                | H.P. 올스타즈         | 섹시 오토나쟝         | 4KIDS                 | 아테나& 로비케로츠    | 키라☆피카             | 아베 나츠미 & 야지마 마이미 (℃-ute) | High-King             | 가디언즈4             | 탄포포#               | 풋치모니V             | ZYX-α                 | 속・비유덴            | Bello!                | Ex-ceed!              | 히무로 이부 (CV 스가야 리사코 /Berryz코보) | 헬로! 프로젝트 모베키마스 | DIY♡                  | GREEN FIELDS          | CATS EYE7             | 다이아 레이디         | 멜로우크앗드          | HI-FIN                | 트리플렛              | 컨트리걸즈            | 카미이시나카 카나     | 비고   |
| --------------- | ---------- | ---------------- | --------------------- | --------------------- | --------------------- | --------------------- | --------------------- | --------------------- | --------------------- | --------------------- | --------------------- | --------------------- | --------------------- | ----------------------------------- | --------------------- | --------------------- | --------------------- | --------------------- | --------------------- | --------------------- | --------------------- | --------------------- | ------------------------------------------ | ------------------------- | --------------------- | --------------------- | --------------------- | --------------------- | --------------------- | --------------------- | --------------------- | --------------------- | --------------------- | ------ |
| 우메다 에리카   | 梅田えりか | 1991년 5월 24일  | -                     | △                     | △                     | △                     | -                     | -                     | △                     | -                     | -                     | -                     | -                     | -                                   | -                     | -                     | -                     | -                     | △                     | -                     | △                     | -                     | -                                          | -                         | -                     | -                     | -                     | -                     | -                     | -                     | -                     | -                     | -                     | [ 20 ] |
| 시미즈 사키     | 清水佐紀   | 1991년 11월 22일 | △                     | -                     | △                     | △                     | -                     | -                     | △                     | -                     | -                     | -                     | -                     | -                                   | △                     | -                     | -                     | -                     | -                     | -                     | -                     | -                     | -                                          | △                         | -                     | △                     | △                     | -                     | -                     | -                     | -                     | -                     | -                     | [ 21 ] |
| 야지마 마이미   | 矢島舞美   | 1992년 2월 7일   | -                     | △                     | △                     | △                     | -                     | -                     | △                     | -                     | -                     | -                     | -                     | △                                   | △                     | -                     | -                     | -                     | -                     | -                     | △                     | -                     | -                                          | △                         | △                     | -                     | △                     | -                     | △                     | -                     | -                     | -                     | -                     | [ 22 ] |
| 츠구나가 모모코 | 嗣永桃子   | 1992년 3월 6일   | △                     | -                     | △                     | △                     | -                     | △                     | △                     | -                     | -                     | -                     | -                     | -                                   | -                     | -                     | -                     | -                     | △                     | -                     | -                     | -                     | -                                          | △                         | -                     | -                     | -                     | -                     | -                     | -                     | -                     | △                     | -                     | [ 23 ] |
| 토쿠나가 치나미 | 徳永千奈美 | 1992년 5월 22일  | △                     | -                     | △                     | -                     | -                     | -                     | △                     | -                     | -                     | -                     | -                     | -                                   | -                     | -                     | -                     | -                     | △                     | -                     | -                     | -                     | -                                          | △                         | △                     | -                     | -                     | -                     | △                     | -                     | -                     | -                     | -                     | [ 24 ] |
| 무라카미 메구미 | 村上愛     | 1992년 6월 6일   | -                     | △                     | △                     | △                     | -                     | -                     | △                     | △                     | -                     | -                     | -                     | -                                   | -                     | -                     | -                     | -                     | -                     | -                     | -                     | -                     | -                                          | -                         | -                     | -                     | -                     | -                     | -                     | -                     | -                     | -                     | -                     | [ 25 ] |
| 스도우 마아사   | 須藤茉麻   | 1992년 7월 3일   | △                     | -                     | △                     | -                     | -                     | -                     | △                     | -                     | △                     | -                     | -                     | -                                   | -                     | -                     | -                     | -                     | △                     | -                     | -                     | -                     | -                                          | △                         | -                     | -                     | △                     | -                     | -                     | -                     | -                     | -                     | -                     | [ 26 ] |
| 나츠야키 미야비 | 夏焼雅     | 1992년 8월 25일  | △                     | -                     | △                     | -                     | △                     | △                     | △                     | △                     | -                     | -                     | -                     | -                                   | -                     | -                     | -                     | -                     | -                     | -                     | -                     | △                     | -                                          | △                         | △                     | -                     | -                     | -                     | △                     | -                     | -                     | -                     | -                     | [ 27 ] |
| 이시무라 마이하 | 石村舞波   | 1992년 11월 20일 | △                     | -                     | △                     | -                     | -                     | -                     | △                     | -                     | -                     | -                     | -                     | -                                   | -                     | -                     | -                     | -                     | -                     | -                     | -                     | -                     | -                                          | -                         | -                     | -                     | -                     | -                     | -                     | -                     | -                     | -                     | -                     | [ 28 ] |
| 쿠마이 유리나   | 熊井友理奈 | 1993년 8월 3일   | △                     | -                     | △                     | -                     | -                     | -                     | △                     | -                     | -                     | -                     | -                     | -                                   | -                     | △                     | △                     | -                     | -                     | -                     | △                     | -                     | -                                          | △                         | -                     | -                     | △                     | -                     | -                     | -                     | -                     | -                     | -                     | [ 26 ] |
| 나카지마 사키   | 中島早貴   | 1994년 2월 5일   | -                     | △                     | △                     | -                     | -                     | -                     | △                     | -                     | -                     | △                     | -                     | -                                   | -                     | △                     | -                     | △                     | -                     | -                     | -                     | -                     | -                                          | △                         | △                     | -                     | △                     | -                     | -                     | △                     | -                     | -                     | △                     | [ 22 ] |
| 스가야 리사코   | 菅谷梨沙子 | 1994년 4월 4일   | △                     | -                     | △                     | -                     | -                     | -                     | △                     | -                     | △                     | -                     | -                     | -                                   | -                     | △                     | -                     | -                     | -                     | △                     | -                     | -                     | △                                          | △                         | -                     | -                     | ○                     | ○                     | -                     | -                     | -                     | -                     | -                     | [ 26 ] |
| 스즈키 아이리   | 鈴木愛理   | 1994년 4월 12일  | -                     | △                     | △                     | -                     | △                     | △                     | △                     | -                     | △                     | -                     | -                     | -                                   | -                     | -                     | -                     | -                     | -                     | -                     | -                     | -                     | -                                          | △                         | -                     | -                     | -                     | △                     | -                     | -                     | -                     | -                     | -                     | [ 22 ] |
| 오카이 치사토   | 岡井千聖   | 1994년 6월 21일  | -                     | △                     | △                     | -                     | -                     | -                     | △                     | -                     | -                     | △                     | -                     | -                                   | -                     | -                     | △                     | -                     | -                     | -                     | -                     | -                     | -                                          | △                         | -                     | -                     | -                     | -                     | △                     | -                     | △                     | -                     | -                     | [ 29 ] |
| 하기와라 마이   | 萩原舞     | 1996년 2월 7일   | -                     | △                     | △                     | -                     | -                     | -                     | △                     | -                     | △                     | -                     | △                     | -                                   | -                     | -                     | -                     | △                     | -                     | -                     | -                     | -                     | -                                          | △                         | -                     | -                     | △                     | -                     | -                     | △                     | -                     | -                     | -                     | [ 30 ] |

1. ↑  다른 멤버에는 야구치 마리
2. ↑  다른 멤버에는 다나카 레이나 (전기), 사호 아카리 (후기)
3. ↑  2005년의 셔플 유닛 중의 하나. 다른 멤버에는 후지모토 미키
4. ↑  2002년,《미니모니。와 다카하시 아이+4KIDS》로서 CD를 발매했다.
5. ↑  다른 멤버에는 니이가키 리사, 미츠이 아이카
6. ↑  다른 멤버에는 쿠스미 코하루
7. ↑  다른 멤버에는 아베 나츠미
8. ↑  다른 멤버에는 다카하시 아이, 다나카 레이나, 마에다 유카
9. ↑  다른 멤버에는 미츠이 아이카
10. 1 2 3 4  2009년 7월 15일, 헬로! 프로젝트 커버앨범「チャンプル①〜ハッピーマリッジソングカバー集〜」발매에 수반해 결성하였다.
11. ↑  2009년, FC한정 DVD「Buono! days2 2009 여름 스페셜 드라마풍 Buono! 위기일발」에 등장하는 유닛.
12. ↑  다른 멤버에는 쥰쥰, 링링, 쿠스미 코하루
13. ↑  텔레비전 애니메이션「완소! 퍼펙트 반장」의 인물인 히무로 이부 역할에 의한 솔로 유닛.
14. ↑  다른 멤버에는 미츠이 아이카, 미야자키 유카
15. ↑  극단 게키하로 제12회 공연「캣츠♥아이」의 홍보를 위한 유닛.
16. ↑  다른 멤버에는 후쿠다 카논, 이쿠타 에리나, 이시다 아유미
17. ↑  다른 멤버에는 쿠도 하루카, 다카기 사유키
18. ↑  다른 멤버에는 야마키 리사, 이나바 마나카, 모리토 치사키, 시마무라 우타, 오제키 마이 (이상 결성 멤버), 야나가와 나나미, 후나키 무스부 (이상 추가 멤버)
19. ↑  다른 멤버에는 카미코쿠료 모에, 이시다 아유미, 카나자와 토모코
20. ↑  2009년 10월 25일 졸업, 2010년 3월에 ILLUME에 소속하였으나, 현재, 케이대쉬 그룹의 아워송스크리에이티브, 피치(업무 제휴)로 이적.
21. ↑  2015년 3월 3일 베리즈코보 무기한 활동 정지로 졸업, 2021년 11월 23일 연예계 은퇴.
22. 1 2 3  2017년 6월 10일 ℃-ute 해산으로 졸업.
23. ↑  2017년 6월 30일 컨트리걸즈 졸업 및 연예계 은퇴.
24. ↑  2015년 3월 3일 베리즈코보 무기한 활동 정지로 졸업, 2021년 2월 28일 연예계 은퇴.
25. ↑  2006년 10월 31일 탈퇴, 연예계를 은퇴.
26. 1 2 3  2015년 3월 3일 베리즈코보 무기한 활동 정지로 졸업.
27. ↑  2015년 3월 3일 베리즈코보 무기한 활동 정지로 졸업, 2016년 8월 27일부터 2021년 6월 30일까지 PINK CRES. 활동.
28. ↑  2005년 10월 2일 졸업, 연예계를 은퇴. 2014년, 오스카 프로모션에 재적해 여배우로서 연예계 복귀하였으나, 2015년에 은퇴.
29. ↑  2017년 6월 10일 ℃-ute 해산으로 졸업, 2020년 4월 30일 연예계 은퇴.
30. ↑  2017년 6월 10일 ℃-ute 해산으로 졸업 및 연예계 은퇴, 동성동명의 AV 여배우가 있지만 (여배우인 다나카 레나와 이름이 같아서 예명을 사용하는 다나카 레이나와 달리) 본명으로 활동하고 있다.

## 백댄서
하로프로 선배의 PV · TV 방송 · 이벤트 · 콘서트에 백댄서로서 출연한다.
- 고토 마키《手を握って歩きたい》(2002년 5월)
  - 5명 (우메다 에리카 및 스즈키 아이리가 키즈로 뽑히기 전에 업프런트 뮤직 스쿨의 원생으로 참가하였다. 다른 멤버들도 같은 원생이었다.)
- 후지모토 미키《ブギートレイン'03》
백댄서는 다음과 같이 4명씩 교대로 참가하였다.
  - PV (싱글V 등에 수록) - 츠구나가 · 스도우 · 우메다 · 토쿠나가
  - 퍼스트 콘서트 투어 2003 봄 - 스즈키 · 시미즈 · 토쿠나가 · 우메다
  - 뮤직스테이션 (테레비아사히 계열) 출연시 - 스가야 · 쿠마이 · 나츠야키 · 무라카미
  - HEY!HEY!HEY! MUSIC CHAMP (후지테레비 계열) 출연시 - 우메다 · 시미즈 · 토쿠나가 · 스즈키
- NHK 홍백가합전
  - 2003년：마츠우라 아야《ね~え?》에 시미즈 · 무라카미 · 나츠야키 · 스도우 · 이시무라 · 나카지마 · 시미즈 · 스가야 · 오카이 · 하기와라의 10명
  - 2004년：고토 마키 & 마츠우라 아야《冬の童謡~メリークリスマス＆ハッピーニュー2005年》에 전원
  - 2005년：《気がつけば♪好きすぎて♪盛り上がって♪LOVEマシーン!》에 출연
- W《あぁ いいな!》
  - PV 및 콘서트에 Berryz코보의 8명 (당시)
- W《ロボキッス》
  - PV에 Berryz코보의 8명 (당시)
- 하로프로 콘서트에서는 연출의 일환으로써 평소 때는 백댄서가 없는 곡에도 참가한다.

## 음악

### 싱글
1. ALL FOR ONE & ONE FOR ALL! (2004년 12월 1일, 초회반 : EPCE-5343 / 통상반 : EPCE-5344)
  - C/W：好きになっちゃいけない人 - 다나카 레이나 · 무라카미 메구미 · 스즈키 아이리

### DVD
1. 싱글V《がんばっちゃえ!/HEY!未来》(2003년 1월 29일)

## 출연

### 텔레비전 방송
- 하로키즈 (테레비도쿄, 2002년 4월 2일 - 2004년 3월 26일)
- 미소녀일기Ⅲ (쇼난 기와집 이야기) 스가야 리사코 (주연) · 이시무라 마이하 (게스트)
- 미소녀일기Ⅲ (리틀 호스피털) 나츠야키 미야비 · 무라카미 메구미 · 쿠마이 유리나
- 요로시쿠! 센빠이 (2004년 1월 5일 - 4월 2일, 테레비도쿄)
- 메챠이케 SP (후지테레비, 2003년 10월 4일) 오카무라。중등부로서 등장. 오카무라 선생과 함께 전원이《LOVEマシーン》을 피로하였다.
- 다카라모노 (2005년, 인터넷 방송 드라마 GyaO, 아베 나츠미 주연) 무라카미 메구미

### 라디오 방송
- 라디오 드라마《한밤중의 미주 택시》(2005년 10월 30일, MBS) 하기와라 마이

### 인터넷
- 제16회 하로프로 인터넷 채팅 (2005년 7월 11일, 하로프로 on 프렛츠) 오카이 치사토 · 하기와라 마이
- 제22회 하로프로 인터넷 채팅 (2005년 8월 18일, 하로프로 on 프렛츠) 야지마 마이미 · 나카지마 사키 · 스즈키 아이리
- 제24회 하로프로 인터넷 채팅 (2005년 8월 26일, 하로프로 on 프렛츠) 무라카미 메구미 · 우메다 에리카

### CM
- J비프《오니쿠 스키스키》(2003년, 일본 식육소비 종합센터) 하기와라 마이 · 스가야 리사코 · 쿠마이 유리나 (이시카와 리카와 함께 출연)
- Aflac 일본 지사《우라시마 타로 편》(2005년) 야지마 마이미

### 영화
- 강아지 단의 이야기 (2002년 12월 14일 공개, 도에이) 오카이 치사토 · 쿠마이 유리나 · 나카지마 사키 · 이시무라 마이하 · 나츠야키 미야비 · 무라마키 메구미 · 토쿠나가 치나미 · 시미즈 사키 · 츠구나가 모모코 · 야지마 마이미 · 우메다 에리카
- 미니모니。더 무비 과자 대모험! (2002년 12월 14일 공개, 도에이) 하기와라 마이 · 스가야 리사코 · 스즈키 아이리 · 스도우 마아사
- 반딧불이의 별 (2004년 6월 5일 공개 (2004년 3월에 야마구치 현 내에서만 선행 공개), 카노카와영화) 스가야 리사코 · 쿠마이 유리나 · 오카이 치사토 2003년 11월 1일 - 11월 9일 제16회 도쿄 국제 영화제 경쟁 부문 출품
- Promise Land ~클로버즈의 대모험~ (2004년 7월 17일 - 9월 5일, 후지테레비 오다이바 모험왕 2004에서 상영) 나츠야키 미야비 · 토쿠나가 치나미 · 시미즈 사키 · 츠구나가 모모코
- 두 사람은 프리큐어 Max Heart 2 눈 오는 하늘의 친구들 (2005년 12월 10일 공개, 도에이) 시미즈 사키 (성우로서)

### 무대
- 아이카 미레 주연 뮤지컬《34번지의 기적―HEAR'S LOVE―》(2004년 11월 27일 - 12월 28일) 무라카미 메구미 · 스즈키 아이리 더블 캐스트, 오카이 치사토 · 하기와라 마이 더블 캐스트

### 콘서트
- 후지모토 미키 퍼스트 라이브 투어 2003 봄 ~MIKI①~ 출연 (《ブギートレイン'03》백댄서:스즈키 아이리 · 시미즈 사키 · 토쿠나가 치나미 · 우메다 에리카) 2003년 3월 2일, Zepp도쿄

### 뮤직 비디오
- 고토 마키《横浜蜃気楼》무라카미 메구미
- #백댄서도 참조

## 비고
- 우메다 에리카 및 스즈키 아이리는 업프런트 뮤직스쿨 출신자이다.
- 헬로! 프로젝트 내에서 비교적 장신 멤버가 많다.